# Dundee HSFP
Der Dundee High School Former Pupils Rugby Football Club ist ein Rugby-Union-Verein, der in der Scottish National League Division One spielt. Die Heimspiele werden in den Mayfield Playing Fields in Dundee ausgetragen. 

## Geschichte
Der Verein wurde 1880 gegründet. Der erste Platz, auf dem er spielte, war ein Feld eines Farmers, das nur genutzt werden konnte, wenn es nicht bestellt wurde. Bald darauf wechselte man häufig die Spielstätte bis dem Verein durch den Rektor der Hochschule ein Platz dauerhaft zur Verfügung gestellt wurde.
In den 1930er Jahren brachte der Verein seinen ersten Nationalspieler hervor: George Ritchie spielte 1932 für Schottland gegen England. In den 1960er Jahren beteiligte man sich an regionalen Auswahlen, die gegen andere schottische aber auch ausländische Teams antraten.
1973 wurde der offizielle Ligabetrieb in Schottland aufgenommen. Dundee wurde zunächst in die vierte Division eingestuft. Zwei Jahre später spielte man erstmals im Mayfield. 1980 feierte man sein hundertjähriges Bestehen mit einem Spiel gegen eine international besetzte Auswahl, zu der auch ehemalige Spieler des Vereins gehörten. Im selben Jahr reisten die Spieler nach Dänemark und Schweden, um dort gegen regionale Auswahlen zu spielen. Am Ende der 1980er Jahre war Dundee mittlerweile in der zweiten Division angelangt, zehn Jahre zuvor war man noch in der sechsten Liga.
Die 1990er Jahre sahen weiterhin den erfolgreichen Aufstieg des Vereins. 1992 stieg man erstmals in die höchste Liga auf. Im selben Jahr reiste der Verein nach Neuseeland, gleichzeitig die erste Tour eines britischen Vereins durch das Land. In den folgenden Spielzeiten schwankte man zwischen erster und zweiter Liga. Mit der Professionalisierung des Sports 1995 verlor der Verein zahlreiche Spieler an andere Vereine. Im Folgenden stieg Dundee bis in die dritte Division ab. Man kehrte in den 2000er Jahren jedoch wieder zurück in die oberste Spielklasse.

## Bekannte ehemalige Spieler
| - Stewart Campbell - Rob Dewey - Alasdair Dickinson - Iain Fullarton - Frank Hadden - Jason Hewett (Neuseeland) - Sean Lamont - David Leslie - Shaun Longstaff - John Manson | - Andy Nicol - Jon Petrie - Jacob Rauluni (Fidschi) - Moses Rauluni (Fidschi) - Chris Rea - George Ritchie - Adam Russell (Vereinigte Staaten) - Tom Smith - JJ van der Esch (Niederlande) - Rob Wainwright |